# USS LST-973
O USS LST-973 foi um navio de guerra norte-americano da classe LST que operou durante a Segunda Guerra Mundial.